# Vidovec
Vidovec es un municipio de Croacia en el condado de Varaždin.

## Geografía
Se encuentra a una altitud de 177 m s. n. m. a 93 km de la capital nacional, Zagreb.

## Demografía
En el censo 2011, el total de población del municipio fue de 5425 habitantes, distribuidos en las siguientes localidades:
- Budislavec - 220
- Cargovec - 410
- Domitrovec - 272
- Krkanec - 305
- Nedeljanec - 1 485
- Papinec - 110
- Prekno - 172
- Šijanec - 213
- Tužno - 1 015
- Vidovec - 851
- Zamlača - 372

| Gráfica de población de Vidovec 1857-2011                           |
|                                                                     |
| Según los censos de población de la oficina estadística de Croacia. |